# De Dietrich (Lunéville)

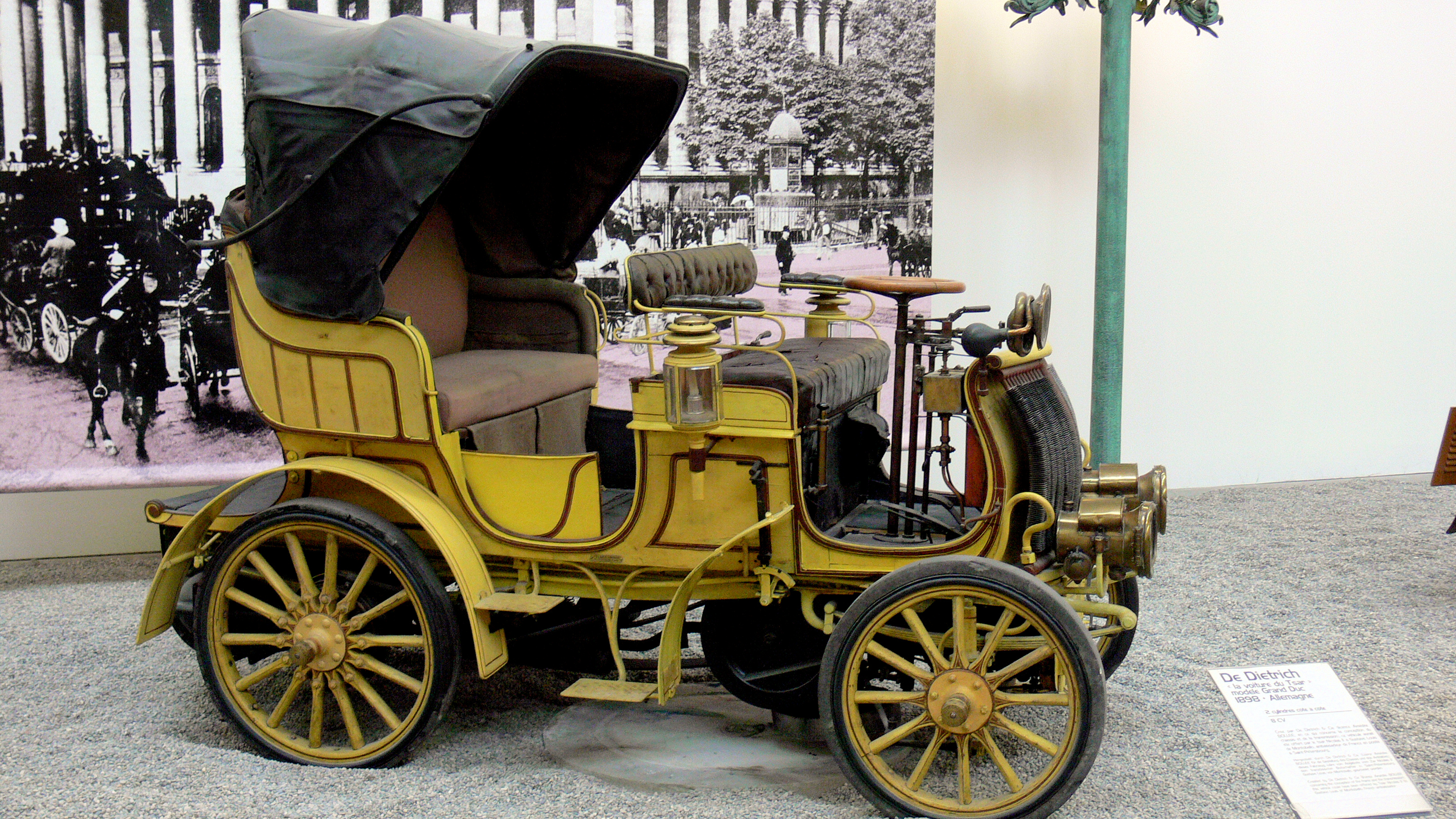
De Dietrich, licence Amédée Bollée

De Dietrich (1903)

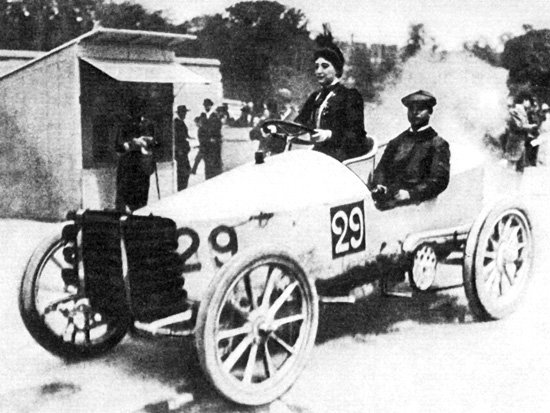
Camille du Gast za volantem závodního vozu De Dietrich v roce 1903 během závodu Paříž-Madrid

De Dietrich byl francouzský výrobce automobilů.

## Historie firmy
Průmyslnická šlechtická dynastie De Dietrich vlastnila v 19. století mnoho průmyslových podniků jak v Alsasku a Lotrinsku, tak i v sousedních francouzských regionech. V roce 1896 zakoupil Adrien, baron de Turckheim, výkonný ředitel továrny v lotrinském Lunéville, licenci od firmy Amédée Bollée a od roku 1897 podle ní vyráběl pod značkou De Dietrich osobní automobily. Šlo o vozy s vpředu vodorovně uloženým dvouválcovým zážehovým motorem s kluznou spojkou a řemenovým převodem. Vozy měly skládací stříšku, tři acetylénové světlomety a pozdější typy i v té době neobvyklé ploché čelní sklo.
Společnost nejprve nakupovala motory od firmy Bollée, poté ale vozy vyráběla celé. Zpočátku byla paleta výrobků podobná s nabídkou továrny De Dietrich z Niederbronnu, kterou rodina De Dietrich vlastnila také. V roce 1905 výroba pod značkou De Dietrich skončila, v továrně i produkci ale pokračovala nástupnická firma Lorraine-Dietrich.

## Automobily
První typy v licenci Amédée Bollée byly poháněny dvouválcovým motorem o objemu 2300 nebo 3000 cm³. Těchto vozů vzniklo v roce 1898 celkem 72, o rok později 107. Vozy se v roce 1901 účastnily závodu Paříž–Berlín, nebyly však konkurenceschopné.
Následně začala továrna vyrábět vozy v licenci firmy Turcat-Méry. Osazovány byly dvou- a čtyřválcovými motory uloženými vpředu. Pohon zadní nápravy zajišťoval řetěz. V roce 1902 vzniklo 253 automobilů. V roce 1903 byly v nabídce tři modely se čtyřválcovými motory o objemu 3000, 4100 a 5400 cm³.